# Chrysler 180

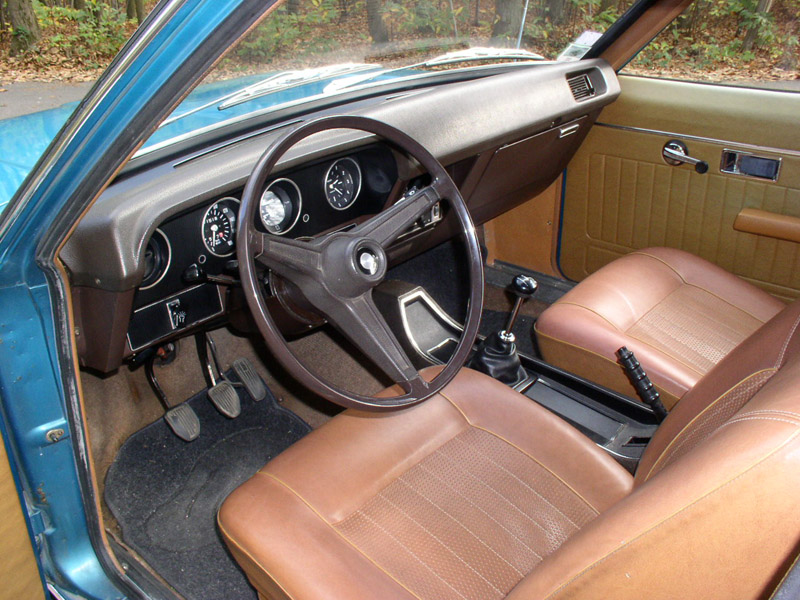
Interior de un Chrysler 160 equipado con transmisión manual.

Chrysler 180 fue el nombre base empleado para una serie de automóviles grandes de tres volúmenes y cuatro puertas producidos por Chrysler Europe. El vehículo, resultado del desarrollo conjunto por parte del Grupo Rootes y Simca, fue producido desde 1970 hasta 1975 en Poissy (Francia), y más adelante en la factoría madrileña de Villaverde (España). El Chrysler 180 fue la base del Chrysler Centura, un modelo de tamaño medio construido por Chrysler Australia.
Dependiendo del motor que equipaban, los vehículos se comercializaron como Chrysler 160/180/2 litre, y a partir de 1977 en Francia y en el resto de la Europa continental (excepto España) como Chrysler-Simca 1609/1610/2 litres. Tras la toma de control de Chrysler Europa por parte de PSA Peugeot Citroën, los modelos en Europa continental se renombraron a Talbot 1610/2 litres en los modelos pertenecientes a los años 1979 y 1980, tras lo que el modelo dejó de producirse excepto en España, donde el modelo con motor diésel se continuó vendiendo hasta 1982 con el nombre de Talbot Diesel.
El éxito de este gran Chrysler fue escaso en los mercados europeos. El reemplazo del vehículo fue desarrollado por Chrysler Europa bajo el nombre en clave C9' y fue finalmente lanzado por PSA como Talbot Tagora, modelo que tuvo incluso peor acogida que el 180.

## Desarrollo
Aunque Chrysler tomó gradualmente el control financiero tanto de Simca como del Grupo Rootes durante la década de 1960, hubo pocas iniciativas para coordinar las operaciones de ambos fabricantes. Por lo tanto, el primer vehículo "común" de Chrysler Europa fue realmente el resultado de dos programas de desarrollo.

### Rootes Group C Car
En 1966, bajo la dirección de Roy Axe, jefe de diseño, el equipo del Grupo Rootes comenzó a trabajar en lo que internamente se llamaba el "C Car" (en referencia al más pequeño "B car", que terminó convirtiéndose en el Hillman Avenger), un nuevo automóvil de gran tamaño que reemplazara al Humber Hawk (y al importado desde Australia Chrysler Valiant), y que sirviera como vehículo insignia de la gama Rootes tras el fracaso del Hawk de 1967, que no tuvo demasiado éxito. Siguiendo con la costumbre de Rootes, el plan era comercializar el vehículo bajo tres marcas - la versión base como Hillman, una versión de 2 litros como Sunbeam 2000, y como tope de gama un Humber Hawk como motor de 2,5 litros. Como desarrollo posterior del C Car se planeó un "D Car" con plataforma prolongada, que reemplazaría al Humber Super Snipe.
El programa de desarrollo de Rootes también incluía el desarrollo de un nuevo motor V6, con un ángulo de V de 60°, en las versiones ya comentadas de 2 y 2,5 litros. Se construyeron cuatro Humber Hawk (probablemente de cuarta serie) y algún Hillman Avenger modificados para realizar pruebas del nuevo motor. Otras propuestas de diseño incluían el uso de tubos De Dion en la suspensión trasera (como en el Rover P6), así como cambios de marchas de cinco velocidades (lo que en aquel momento aún se veía arriesgado).

### Simca Projet 929
Al mismo tiempo, en Francia, Simca estaba trabajando en el Projet 929, que sería el primer coche grande desde que el Vedette se cancelara en 1961, y también reemplazaría parcialmente al Simca 1501 en su papel de más alto de gama de Simca. El coche no usaría un motor V6, ya que el sistema de impuestos francés haría que los costes fueran prohibitivos, sino unidades de cuatro cilindros con especificaciones más modestas. Había tres propuestas de estilo preparadas para el nuevo coche. El 929 XA fue diseñada por el equipo de diseño de Simca, caracterizándose por su diseño angular y proporciones pesadas. Bertone realizó el 929 XB, que era más redondeado y recordaba, de alguna manera, a los BMWs contemporáneos. Finalmente, el 929XC fue remitido directamente desde los estudios de diseño de Chrysler Detroit, y era de un estilo muy americano, recordando a una versión más pequeña de lo que posteriormente se convertiría en el Chrysler Valiant Serie VE australiano.

### La decisión
A principios de 1969, Chrysler se dio cuenta de que había en desarrollo dos vehículos distintos que potencialmente competirían. Se adoptó la decisión de seguir adelante con el C Car británico, pero desarrollar dos versiones diferentes: una para el Reino Unido y otra para Francia. Chrysler creó una nueva fábrica y dentro de desarrollo para el Grupo Rootes en Whitley, donde se continuó el desarrollo. Roy Axe contrató a Curt Gwinn, que había sido diseñador de Chrysler EE. UU., como diseñador del proyecto, y el C Car tomó una forma muy similar a una versión prolongada del Hillman Avenger. Los diseños iniciales se inspiraron en Chyslers americanos de aquel momento, con dos faros delanteros y una barra de luces en la parte trasera.
Sin embargo, en 1970, Chrysler volvió a revisar el programa y decidió reducirlo a solo una única versión a construirse en la fábrica de Simca ubicada en Poissy, Francia, para todos los mercados. Se pasó la responsabilidad del programa a Simca (donde se conoció internamente como "Simca 1800"), que le dio un frontal diferente con faros rectangulares sencillos, y recortó multitud de características propuestas por el equipo del Grupo Rootes, tales como acabados en madera y piel, o aire acondicionado. Para desesperación de los ingenieros británicos, todo el programa del nuevo motor V6 se retiró, a pesar de haber invertido ya 31 de los 38 millones de libras esterlinas con que contaba el presupuesto, y de que la maquinaria para la construcción del nuevo motor ya se estaba montando en la factoría de Humber Road. El coche también acabó con una suspensión mucho más convencional de eje rígido trasero con muelles, y sistema MacPherson delantero, así como transmisión manual de cuatro velocidades (con la opción de transmisión automática de tres velocidades).

## Ventas

### Lanzamiento
A partir del renombrado de Simca a "Chrysler Francia" y del Grupo Rootes a "Chrysler Reino Unido" (que, combinados, formaban Chrysler Europa), el nuevo coche grande fue el primero en estrenar el concepto de uniformización de las gamas de ambos lados del Canal bajo una marca común. Por lo tanto, el vehículo se denominó Chrysler 160, 160 GT y 180. De manera similar a los modelos de Simca, los nombres se referían al cubicaje de los motores empleados por cada versión. Así, el 160 empleaba un motor de 1632 cc, mientras que el 180 equipaba uno de 1812 cc. De manera algo confusa, el 160 GT equipaba el último.
Los tres modelos se presentaron al público en el Salón de París de 1970 bajo el eslogan "Un americano en París". El lanzamiento británico tuvo lugar en 1971, ofreciendo exclusivamente el 180. El modelo de 2 litros (vendido como "Chrysler 2 litros") se unió a la gama en 1973, siendo presentado en el Salón de Ámsterdam en febrero de 1973.  El motor de 1981 cc solo estaba disponible con la transmisión automática Chrysler TorqueFlite, y con una serie de características que lo diferenciaban de las versiones menores: techo de vinilo (que se convirtió en opción en los 160 y 180), faros auxiliares montados en el paragolpes, y un pequeño emblema "2L" adornando el pilar  C. El 160 y 180 también ganaron adornos cromados y marcos metálicos en 1972 y, con la venida del 2 litros, todos los modelos equiparon neumáticos de 14 pulgadas (en lugar de 13, como anteriormente) y nuevos tapacubos. El 160 GT fue retirado en ese momento.

### Barreiros

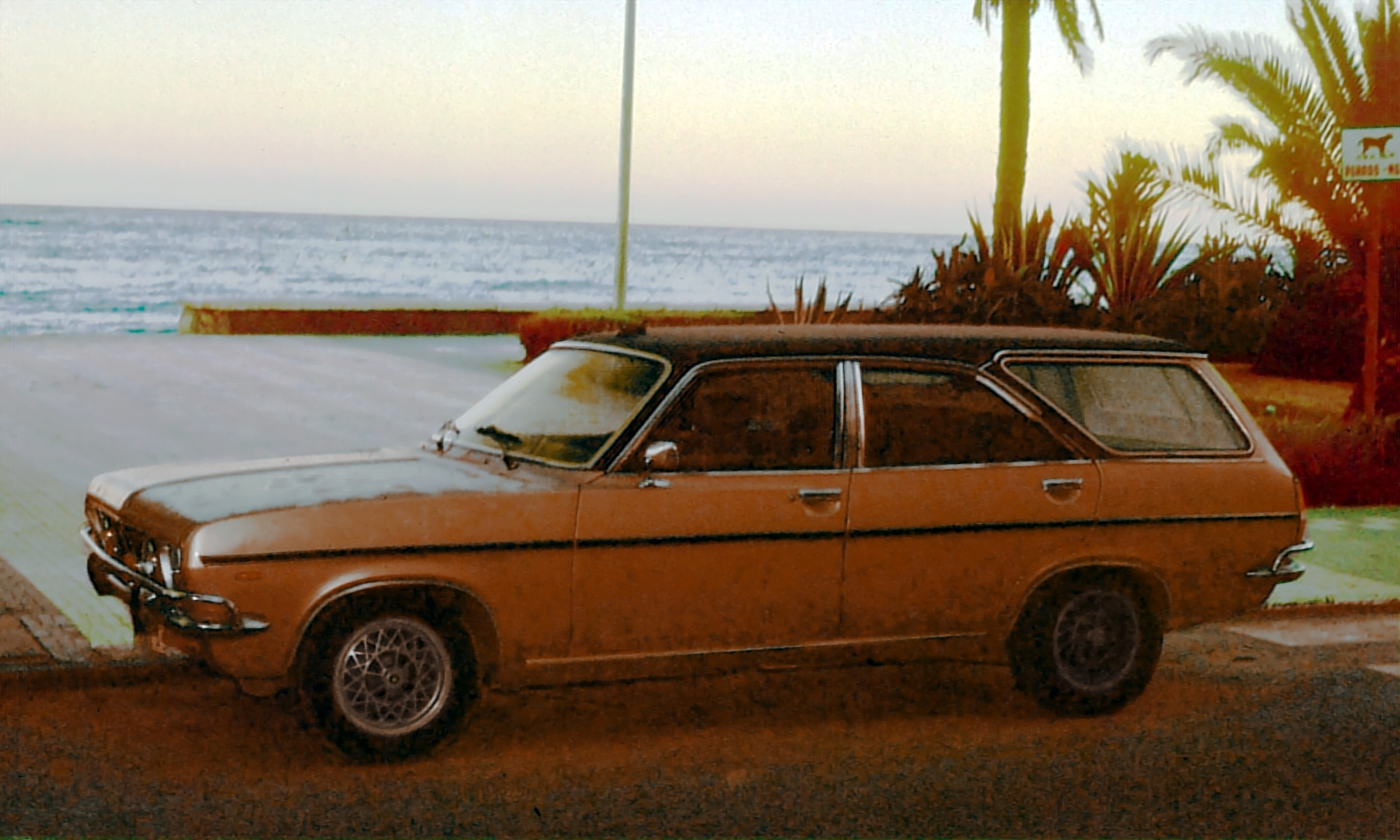
Un Chrysler 180 español transformado en familiar.

Cuando fue evidente que el modelo estaba lejos de ser un éxito de ventas, Chrysler decidió mudar las líneas de montaje de la fábrica de Poissy a la factoría de Villaverde de su subsidiaria española Barreiros. Barreiros había ensamblado con anterioridad muchos modelos Simca y Chrysler para el aislado y protegido mercado local español, pero ahora por primera vez se convertiría en el único suministrador de un modelo para todos los mercados. El vehículo se hizo razonablemente popular en su nuevo mercado, y los carroceros locales crearon versiones familiares y prolongadas del coche, además de resultar un sustituto adecuado para el Dodge Dart. La gama, por lo demás, permaneció sin mayores cambios en la mayoría de los mercados, aunque el 160 no se llegó a ofrecer en España, donde se comenzó a comercializar un nuevo modelo diesel, equipado con el motor Barreiros diesel de 2 litros (no ofrecido en otros mercados europeos), que acabaría siendo un éxito entre taxistas.

#### Chrysler 180 Diesel

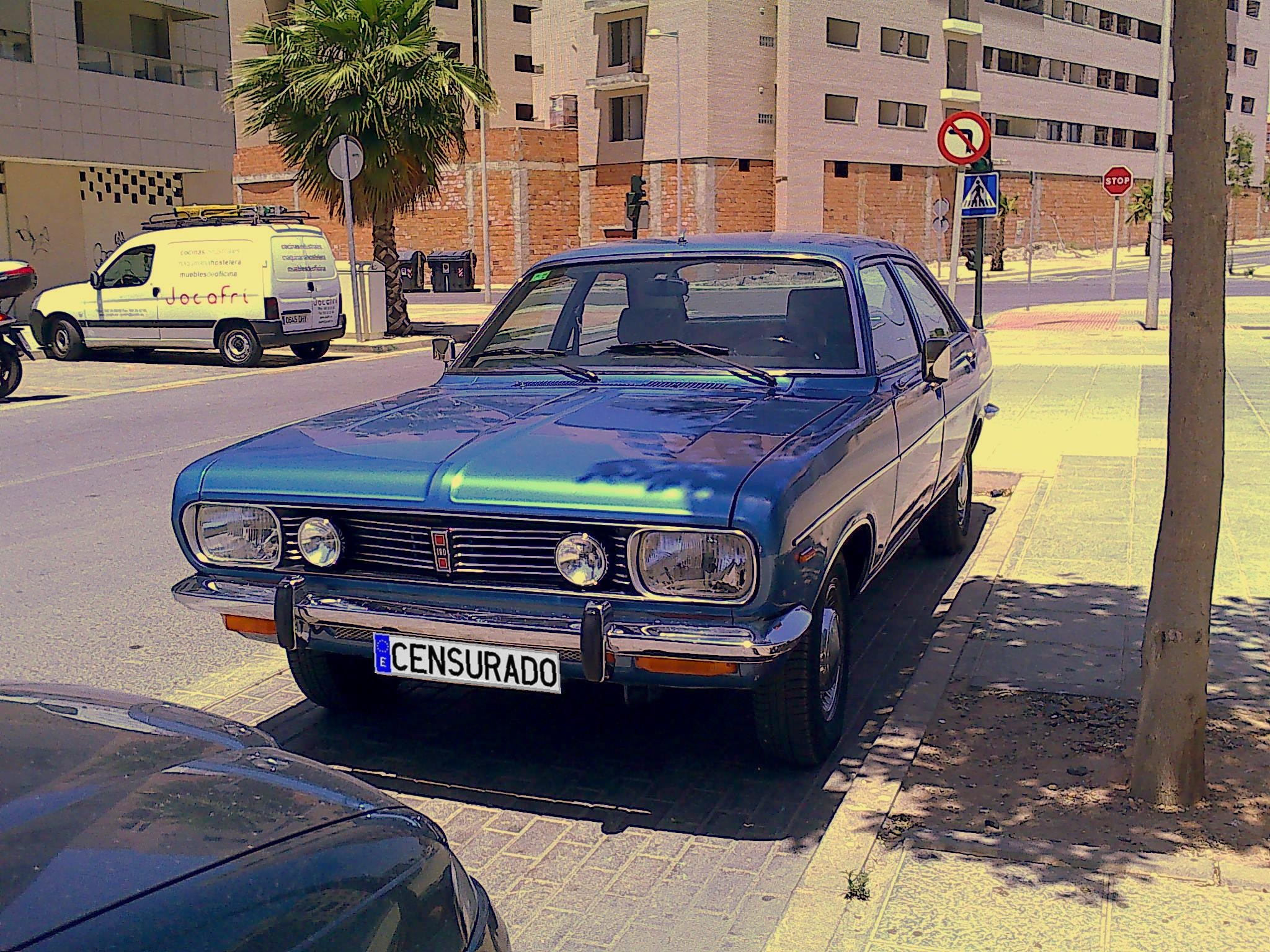
Chrysler 180 Barreiros.

El motor era un diésel tradicional de cuatro cilindros e inyección indirecta. Se acopló a la transmisión manual de cuatro velocidades y rendía 65 CV (48 kW). El modelo diésel se equipó con el tablero de instrumentos del 160, más básico. En noviembre de 1977 se produjo un cambio importante en la gama española motivado por un cambio en el sistema fiscal español, al introducirse un nuevo tramo de impuestos de 13 CV, al que le correspondía una tasa de un 35%, lo que afectaba tanto a los modelos gasolina y diésel de 2 litros.
El modelo de gasolina de 2 litros se reemplazó por un 180 automático, mientras que el motor diésel se modificó para evitar la subida de impuestos de 1978. El cubicaje se modificó de 2007 cc a 1917 cc (sin disminuir ni la velocidad ni la potencia máximas), justo por debajo del límite del tramo de impuestos de 13 CV, que comenzaba en 1920 cc. Entre todos lo motores, Barreiros fabricó unas 80 000 unidades del modelo.

### Últimos años del modelo
En 1977, el vehículo fue logotipado oficialmente, por primera vez, como Chrysler-Simca en la Europa continental (la marca Simca apareció en la tapa del maletero, mientras que el estilizado logotipo de Chrysler continuaba adornando el frontal). Los modelos individuales se renombraron para estar en línea con el recién lanzado Chrysler 150, denominado Simca 1307/1308 en el resto de Europa. Mientras que los dos primeros dígitos del modelo continuaban indicando la cilindrada del motor más básico de la gama (el 1.6 del Chrysler 160), las dos últimas indicaban la tasa fiscal en la que se situaba el vehículo. Por lo tanto, el modelo equipado con el motor 1.6 pasó a denominarse Chrysler-Simca 1609 y el 1.8, Chrysler-Simca 1610. El 1610 se equipó a partir de ese momento con el techo de vinilo y las luces auxiliares que equipaba el modelo de 2 litros hasta ese momento. Tanto en el Reino Unido como en España (donde sólo se comercializaba el 180), el vehículo mantuvo su nombre. Para añadir más confusión, el modelo de 2 litros mantuvo su nombre en todos los mercados donde se vendía.

#### Toma de control de PSA
En 1979, la gran Chrysler, debido a dificultades financieras, vendió Chrysler Europa a la francesa PSA. Por este motivo se realizaron algunos cambios en la gama. El motor de 1.8 litros fue cancelado en Francia, equipando a partir de ese momento el motor de 2 litros (lo que, técnicamente, le convertía en un coche de "11 CV", pero no se cambió el nombre), mientras que en Gran Bretaña simplemente se retiró de las ventas al 180, ofreciéndose a partir de ese momento el 2 litros con cambio tanto manual como automático. Se hicieron algunos cambios en las pegatinas exteriores. 
En 1980, PSA decidió renombrar todos los vehículos previos de Chrysler Europa como Talbots (Talbot-Simcas en caso de los modelos franceses, para capitalizar la marca bien establecida), y a partir de ese momento los vehículos se nombraron Talbot 1609 y 1610. En Gran Bretaña, se convirtió en el Talbot 2 litre. La gama se vendió solo un año más con estos nuevos nombres, ya que en 1981 PSA presentó su reemplazo: el nuevo Talbot Tagora. La producción del Talbot 1610 de gasolina cesó en la planta de Barreiros, pero las versiones diesel continuaron vendiéndose como Talbot Diesel hasta 1982 en el mercado español.

### Producción
En sus doce años de producción fueron fabricados alrededor de 280000 ejemplares.

## Falta de éxito en las ventas
El automóvil no fue demasiado bien acogido ni en Francia ni en el Reino Unido. Su pedigrí mezclado y la nueva y exótica marca puede que no encajara demasiado bien con los compradores y probadores más chauvinistas. Además, había pocas cosas en las que el coche destacara por encima de una multitud de vehículos similares, muchos de ellos con una posición muy asentada. En Francia, las ventas del Chrysler fueron tan decepcionantes que el viejo Simca 1501 fue puesto de nuevo a la venta en 1974 (se mantuvo en producción algún tiempo después del lanzamiento del Chrysler principalmente para los mercados de exportación para así agotar las piezas).
El Auto Katalog alemán señaló que el coche se parecía al Opel Rekord (lo que quizá puede decirse no solo por su similitud estética, sino por sus casi idénticas dimensiones y similar selección de motores). También debe señalarse que el Rekord en cuestión tenía cuatro años en aquel momento.
En el mercado británico las opciones del coche contra sus rivales, tales como el exitoso Rover SD1, resultaron muy dañadas por la falta de motores mayores al 2 litros, ya que los rivales ofrecían motores de seis u ocho cilindros al no ser afectados por las regulaciones de impuestos francesas.
Aún más, Chrysler no pareció apoyar al modelo tras su lanzamiento. La publicidad fue escasa y las actualizaciones fueron pocas y limitadas en su alcance. No se preocupó de equipar a su supuesto tope de gama con características como elevalunas eléctricos, cierre centralizado o, incluso, un indicador luminoso del freno de mano en el tablero de instrumentos, aunque todos ellos estuviesen disponibles en el nuevo y más pequeño Chrysler 150, lanzado cuando el 180 estaba en su media edad.

## Curiosidades
Es el coche utilizado por los detectives protagonistas del film "La isla mínima", Goya a la mejor película en 2014.